# Graukehltinamu

Verbreitungsgebiet des Graukehltinamus

Das Graukehltinamu (Crypturellus boucardi) ist eine Vogelart aus der Familie der Steißhühner (Tinamidae), Syn. Tinamus boucardi.
Der Vogel kommt in Mittelamerika von Mexiko bis Costa Rica vor.
Der Lebensraum umfasst tropischen oder subtropischen Wald bis mindestens 1800 m Höhe mit dichtem Unterholz, aber auch Plantagen und Sekundärwald.
Der Artzusatz bezieht sich auf Adolphe Boucard.

## Merkmale
Die Art ist 25–28 cm groß, wiegt im Mittel 418 (Männchen) bzw. 459 g (Weibchen). Sie hat einen sehr kurzen Schwanz und gerundete Flügel. Kopf, Nacken, Rücken und Brust sind schiefergrau, am Scheitel am Dunkelsten. Die übrige Oberseite bis zu dem Oberschwanzdecken ist schwärzlich bis tief rotbraun oder kastanienfarben, oft angedeutet schwarz gebändert. Die Flügeldecken und Handschwingen sind etwas heller und mehr olivfarben, gerne auch leicht schwarz gezeichnet, seltener ockerfarben.
Die Kehle ist weiß, die Brust schiefergrau, nach hinten zu mehr aschefarben. Der Bauch ist etwas ockerfarben überhaucht. Die Flanken sind gleichmäßig braun oder schwarz gebändert, der Steiß ist schwarz gebändert. Die Iris ist braun, der Schnabel oberseitig ruß-braun, unten rosa. Die Füße sind rosa bis kirschrot.
Beim Weibchen sind die Flügeldecken, Handschwingen, Oberschwanzdecken und Flanken auffallend zimtfarben oder rötlich und schwarz gebändert. Die Unterseite ist heller und mehr ockerfarben als beim Männchen, auch ist die Bänderung ausgeprägter.
Der Großtinamu (Tinamus major) ist wesentlich größer, brauner und hat graue bis gräulich-blaue Füße, der Bergtinamu (Nothocercus bonapartei) ist auch größer, hat eine rußfarbene Kopfkappe und deutlich rotbraune Brust. Der Brauntinamu (Crypturellus soui) ist kleiner und hat oliv- bis olivgelbe Füße, der Buschtinamu (Crypturellus cinnamomeus) ist auf der Oberseite kräftig gebändert, der Kerrtinamu (Crypturellus kerriae) schließlich ist an der Brust grau-eisenfarben in rotbraun an der Unterseite übergehend, das Weibchen hat schwarze Binden auf den Flügeldecken und inneren Handschwingen.

## Geografische Variation
Es werden folgende Unterarten anerkannt:
- C. b. Boucardi (Sclater, 1859), Nominatform, – Tiefland von Golf von Mexico und Karibikküste im Südosten Mexikos, Belize, Guatemala und Nordwesten von Honduras
- C. b. costaricensis (Dwight & Griscom, 1924), – Karibik in Honduras, Nicaragua und Norden Costa Ricas, etwas dunkler, besonders an der Brust und weniger rotbraun an der Oberseite

## Stimme
Der Ruf des Männchens wird als Folge von drei Tönen „ah-oowah“, oder als weicher Ton mit einem Haken in der Mitte beschrieben, anders als bei anderen Tinamus. Wenn es nicht regnet, ist der Ruf mitunter den ganzen Tag über zu hören.

## Lebensweise
Die Nahrung besteht hauptsächlich aus Früchten und Pflanzensamen, auch aus vorbeilaufenden Ameisen. Die Art ist polygyn und brütet mehrfach. Die Brutzeit liegt zwischen März und Juni in Südmexiko, zwischen März und Mai in Belize, zwischen Ende März und Ende Juli in Guatemala sowie zwischen März und Juni in Costa Rica. Die rosa-violetten, stark glänzenden Eier werden direkt auf den Erdboden gelegt meist in der Nähe eines Baumstammes. Nur das Männchen brütet über 16 Tage.

## Gefährdungssituation
Der Bestand gilt als „gefährdet“ (Vulnerable) aufgrund von Abholzung und Habitatverlustes.